# 多恩施塔特
多恩施塔特是德国巴登-符腾堡州的一个市镇。总面积59.24平方公里，总人口8443人，其中男性4226人，女性4217人（2011年12月31日），人口密度143人/平方公里。

## 友好城市
- 法國 库特拉